# Journal of Mathematical Physics
Journal of Mathematical Physics (JMP) (скорочена назва для цитувань — J. Math. Phys.; укр. Журнал математичної фізики) — англомовний рецензований науковий журнал, що видається Американським інститутом фізики з 1960 року.
У 2018 році журнал мав імпакт-фактор 1,355. Число показує середню кількість зроблених у 2018 році посилань на статті, опубліковані в журналі за 2016—2017 роки.

## Про журнал
Journal of Mathematical Physics публікує матеріали з усіх галузей математичної фізики. Зокрема, статті, зосереджені на сферах досліджень, які ілюструють застосування математики до проблем фізики, розробки математичних методів для таких застосувань і формулювання фізичних теорій. Математичний апарат, представлений у статтях, написаний так, щоб фізики-теоретики могли його зрозуміти. Журнал також публікує оглядові статті на математичні теми, що стосуються фізики, а також готує спеціальні випуски, які об'єднують рукописи на теми, які найбільше цікавлять наукову спільноту фізиків-математиків.
Статті з'являються щоденно в електронному вигляді на сайті і публікуються щомісяця у друкованому вигляді. До 1963 року журнал виходив один раз на два місяці.